# Stefano Marino
Stefano Marino (* 12. März 2004 in Pforzheim) ist ein deutsch-italienischer Fußballspieler, der aktuell beim SC Paderborn 07 unter Vertrag steht.

## Karriere

### Verein
Nach seinen Anfängen in der Jugend des SGV Freiberg wechselte er im Sommer 2020 in die Jugendabteilung des Karlsruher SC. Nach insgesamt vier Spielen in der B-Junioren-Bundesliga und 19 Spielen in der A-Junioren-Bundesliga, bei denen ihm insgesamt elf Tore gelangen, erhielt er dort seinen ersten Profivertrag und debütierte am 19. Dezember 2021, dem 18. Spieltag, beim 2:2-Heimunentschieden gegen Hansa Rostock in der 2. Bundesliga, als in der 86. Spielminute für Tim Breithaupt eingewechselt wurde.
Anfang September 2023 wurde er für den Rest der Saison an den Regionalligisten FC-Astoria Walldorf ausgeliehen. Dort erzielte er in 25 Ligaspielen acht Treffer, bevor er nach Karlsruhe zurückkehrte. 
Im August 2024 wechselte er zur zweiten Mannschaft von Hannover 96.
Im Juli 2025 wechselte er zum SC Paderborn 07.

### Nationalmannschaft
Marino bestritt für die U18, U19 und U20 des Deutschen Fußball-Bundes seit dem Jahr 2022 bislang neun Länderspiele, bei denen ihm drei Tore gelangen.